# Brasão de armas de Madagáscar

Brasão da República Democrática de Madagascar (1975-1992)

O brasão de armas de Madagáscar inclui um esboço do mapa da ilha no centro (em conjunto com duas outras pequenas ilhas vizinhas), e abaixo do esboço, um chefe de Zebu. 

## Desenho
As cores utilizadas incluem vermelho, verde, amarelo, preto e branco. Raios verdes e vermelhos emanam do mapa, tornando-se parecido com o Sol.
O selo é circundado pelas palavras em malgaxe: "REPOBLIKAN'I MADAGASIKARA" que significa, em português claro: "República de Madagáscar" e na base, "TANINDRAZANA - FAHAFAHANA - FANDROSOANA" que significa "Pátria - Liberdade - Justiça". Várias versões utilizam outros lemas.